# Ugashik (Alaska)
Ugashik ist ein Ort und ein census-designated place (CDP) im Lake and Peninsula Borough in Alaska. Das U.S. Census Bureau hatte bei der Volkszählung 2020 eine Einwohnerzahl von 4 ermittelt.

## Geographie
Ugashik befindet sich an der Nordwestküste der Alaska-Halbinsel am linken Flussufer des Ugashik River, 32 km oberhalb dessen Mündung ins Beringmeer. Ugashik befindet sich 135 km südsüdwestlich von King Salmon sowie 590 km südwestlich von Anchorage. Pilot Point ist der nächstgelegene Ort, 12 km nordwestlich von Ugashik. Knapp 1,3 km nördlich von Ugashik liegt der Flugplatz Ugashik.

## Geschichte
Ein Aleuten-Dorf wurde erstmals 1880 als „Oogashi“ gemeldet. Die Red Salmon Company errichtete eine Konservenfabrik und Ugashik wurde eines der größten Dörfer in der Umgebung. Im Jahr 1919 dezimierte eine Grippe-Epidemie die Bevölkerung. Im Jahr 1963 wurde die Konservenfabrik „Briggs Way Cannery“ eröffnet. Nach der Schließung der lokalen Konservenfabrik und dem Niedergang der kommerziellen Fischindustrie um das Jahr 1970 zogen viele Bewohner weg, um in anderen Gemeinden Arbeit zu finden. Im Jahr 2000 wurde Ugashik ein census-designated place. Bis 2010 blieb nur eine geringe ganzjährige Einwohnerschaft zurück. Ugashik ist ein traditioneller Ort der Alutiiq-Aleuten. Es leben jedoch nur wenige Menschen das ganze Jahr über in Ugashik. Einige Bewohner zogen zu dem nahe gelegenen Pilot Point. Weitere Stammesmitglieder leben heute andernorts in Alaska sowie in Kalifornien und Washington.

## Demografie
Zum Zeitpunkt der Volkszählung im Jahre 2020 (U.S. Census 2020) hatte Ugashik 4 Einwohner auf einer Landfläche von 656,87 km². Von den Einwohnern waren einer weiß sowie 3 Indigene.
Beim Zensus im Jahr 2000 wurden 11 Einwohner gezählt, 2010 waren es 12.